# Landesverband der Jüdischen Gemeinden von Rheinland-Pfalz
Der  Landesverband der jüdischen Gemeinden von Rheinland-Pfalz K.d.ö.R. ist ein Zusammenschluss von Jüdischen Kultusgemeinden im Bundesland Rheinland-Pfalz mit Sitz in Mainz. Er ist der Landesverband mit den sogenannten SchUM-Städten Speyer, Worms und Mainz. Er ist Mitglied im Zentralrat der Juden in Deutschland und umfasst die Jüdischen Kultusgemeinden Bad Kreuznach, Koblenz, Mainz, der Rheinpfalz und Trier.
Die Mitgliederzahlen in den fünf Gemeinden von Rheinland-Pfalz hat sich in den vergangenen dreißig Jahren auf insgesamt 3063 (Stand: 2020) verzehnfacht. Dabei ist er einer der kleineren Landesverbände innerhalb des Zentralrats. Landesverbandsvorsitzender ist Avadislav Avadiev, der auch die Gemeinde Koblenz leitet.
Am 3. Dezember 1999 wurde ein Staatsvertrag zwischen dem Land Rheinland-Pfalz und dem Landesverband der Jüdischen Gemeinden von Rheinland-Pfalz unterzeichnet, der am 8. März 2000 durch ein Gesetz des Landtages von Rheinland-Pfalz gebilligt wurde.